# Jekaterina Michailowna Chramzowa
Jekaterina Michailowna Chramzowa (russisch Екатерина Михайловна Храмцова; * 6. Juni 1991) ist eine ehemalige russische Skilangläuferin.

## Werdegang
Chramzowa startete im Dezember 2009 in Krasnogorsk erstmals im Eastern-Europe Cup und belegte dabei den 113. Platz im Sprint und den 78. Rang über 10 km Freistil. Bei den U23-Weltmeisterschaften 2012 in Erzurum errang sie den 20. Platz im Skiathlon und den 18. Platz im Sprint. Zu Beginn der Saison 2012/13 holte sie in Werschina Tjoi über 5 km Freistil ihren ersten Sieg im Eastern Europe Cup. Im weiteren Saisonverlauf siegte sie in Krasnogorsk über 10 km Freistil und im Skiathlon in Syktywkar. Zudem wurde sie in Syktywkar Dritte über 15 km Freistil und erreichte damit den vierten Platz in der Gesamtwertung des Eastern-Europe Cups. Bei den U23-Weltmeisterschaften 2013 in Liberec gelang ihr der 14. Platz im Skiathlon und der neunte Rang über 10 km Freistil. Ihr Debüt im Skilanglauf-Weltcup hatte sie im Februar 2013 in Sotschi, das sie auf dem 31. Platz im Skiathlon beendete. Bei ihren zweiten Weltcupstart in Davos im selben Monat holte sie mit dem 17. Platz über 10 km Freistil ihre ersten Weltcuppunkte. Auch beim Weltcup in Oslo im folgenden Monat errang sie mit dem 23. Platz im 30-km-Massenstartrennen Weltcuppunkte und erreichte damit den 89. Platz im Gesamtweltcup. Im Dezember 2013 wurde sie beim Eastern-Europe Cup in Krasnogorsk Dritte im 30-km-Massenstartrennen. Bei den U23-Weltmeisterschaften 2014 im Fleimstal belegte sie den 17. Platz im Skiathlon. Letztmals im Weltcup startete sie im Januar 2015 in Rybinsk, wobei sie den 38. Platz im Skiathlon errang.

## Siege bei Continental-Cup-Rennen
| Nr. | Datum             | Ort            | Disziplin       | Serie              |
| --- | ----------------- | -------------- | --------------- | ------------------ |
| 1.  | 20. November 2012 | Werschina Tjoi | 5 km Freistil   | Eastern Europe Cup |
| 2.  | 26. Dezember 2012 | Krasnogorsk    | 10 km Freistil  | Eastern Europe Cup |
| 3.  | 3. März 2013      | Syktywkar      | 10 km Skiathlon | Eastern Europe Cup |